# Хоуп (Арканзас)
Вижте пояснителната страница за други значения на Хоуп.
Хоуп (на английски: Hope, в превод „Надежда“) е град в Арканзас, Съединени американски щати, административен център на окръг Хемпстед. Градът има население от 9790 души (по приблизителна оценка за 2017 г.). Хоуп е основан през 1875 г. и е известен като родното място на 42-рия президент на САЩ, Бил Клинтън.